# Przejście graniczne Roztoki Górne-Ruské Sedlo
Przejście graniczne Roztoki Górne-Ruské Sedlo – polsko-słowackie przejście graniczne na szlaku turystycznym położone w województwie podkarpackim, w powiecie leskim, w gminie Cisna w miejscowości Roztoki Górne na Przełęczy nad Roztokami Górnymi, zlikwidowane w 2007.

## Opis
Zostało utworzone 1 lipca 1999, w rejonie znaku granicznego nr I/33. Czynne było w godz. 9.00–18.00 w okresie letnim (kwiecień–wrzesień). Dopuszczony był ruch pieszych, rowerzystów i osób poruszających się na wózkach inwalidzkich. Kontrolę graniczną i celną wykonywały organy Straży Granicznej. Doraźnie kontrolę graniczną osób, towarów i środków transportu wykonywała Strażnica Straży Granicznej w Cisnej.
Od strony polskiej do przejścia prowadziła droga utwardzona (na niewielkim odcinku asfaltowa) ze wsi Majdan koło Cisnej. Od strony słowackiej dociera droga utwardzona z nieistniejącej miejscowości Ruské.
21 grudnia 2007 na mocy układu z Schengen przejście graniczne zostało zlikwidowane.
Do przekraczania granicy państwowej z Republiką Słowacką na szlakach turystycznych uprawnieni byli obywatele następujących państw:

1. Księstwo Andory
2. Republika Austrii
3. Królestwo Belgii
4. Republika Czeska
5. Republika Grecji
6. Królestwo Danii
7. Republika Estonii
8. Republika Finlandii
9. Republika Francuska
10. Królestwo Hiszpanii
11. Królestwo Niderlandów
12. Państwo Izrael
13. Japonia
14. Republika Irlandii
15. Republika Islandii
16. Kanada
17. Księstwo Liechtensteinu
18. Wielkie Księstwo Luksemburga
19. Republika Litewska
20. Republika Łotewska
21. Księstwo Monako
22. Republika Federalna Niemiec
23. Królestwo Norwegii
24. Republika Portugalska
25. San Marino
26. Republika Słowenii
27. Stany Zjednoczone Ameryki Północnej
28. Konfederacja Szwajcarska
29. Królestwo Szwecji
30. Republika Węgierska
31. Zjednoczone Królestwo Wielkiej Brytanii i Irlandii Północnej
32. Watykan
33. Republika Włoska
34. Republika Cypryjska[4]
35. Republika Malty[4].

### Przejścia graniczne z Czechosłowacją
W okresie istnienia Czechosłowackiej Republiki Socjalistycznej funkcjonowało w tym miejscu polsko-czechosłowackie przejście graniczne małego ruchu granicznego Roztoki Górne-Ruské – II kategorii. Zostało utworzone 13 kwietnia 1960. Czynne było po uzgodnieniu umawiających się stron. Dopuszczony był ruch osób i środków transportu w związku z użytkowaniem gruntów. Odprawę graniczną i celną wykonywały organy Wojsk Ochrony Pogranicza. Kontrolę graniczną i celną osób, towarów i środków transportu wykonywała Placówka WOP Roztoki. Formalnie zostało zlikwidowane 24 maja 1985.
W II RP istniało polsko-czechosłowackie przejście graniczne Rostoki Górne-Rusky Zemplin (miejsce przejściowe po drogach ulicznych) w rejonie kamienia granicznego nr 1, 1/1. Był to punkt przejściowy z prawem dokonywania odpraw mieszkańców pogranicza, bez towarów w czasie i na zasadach obowiązujących urzędy celne, ustawione przy drogach kołowych. Dopuszczony był mały ruch graniczny. Przekraczanie granicy odbywało się na podstawie przepustek: jednorazowych, stałych i gospodarczych.
Tuż powyżej przełęczy znajdują się ziemne umocnienia powstałe w 1769 w czasie pobytu w tym rejonie konfederatów barskich, następnie pełniły swoją funkcję podczas I wojny światowej, rozbudowane i wykorzystywane w 1944 w czasie bitwy dukielskiej.

## Galeria

Przejście graniczne Roztoki Górne-Ruské Sedlo
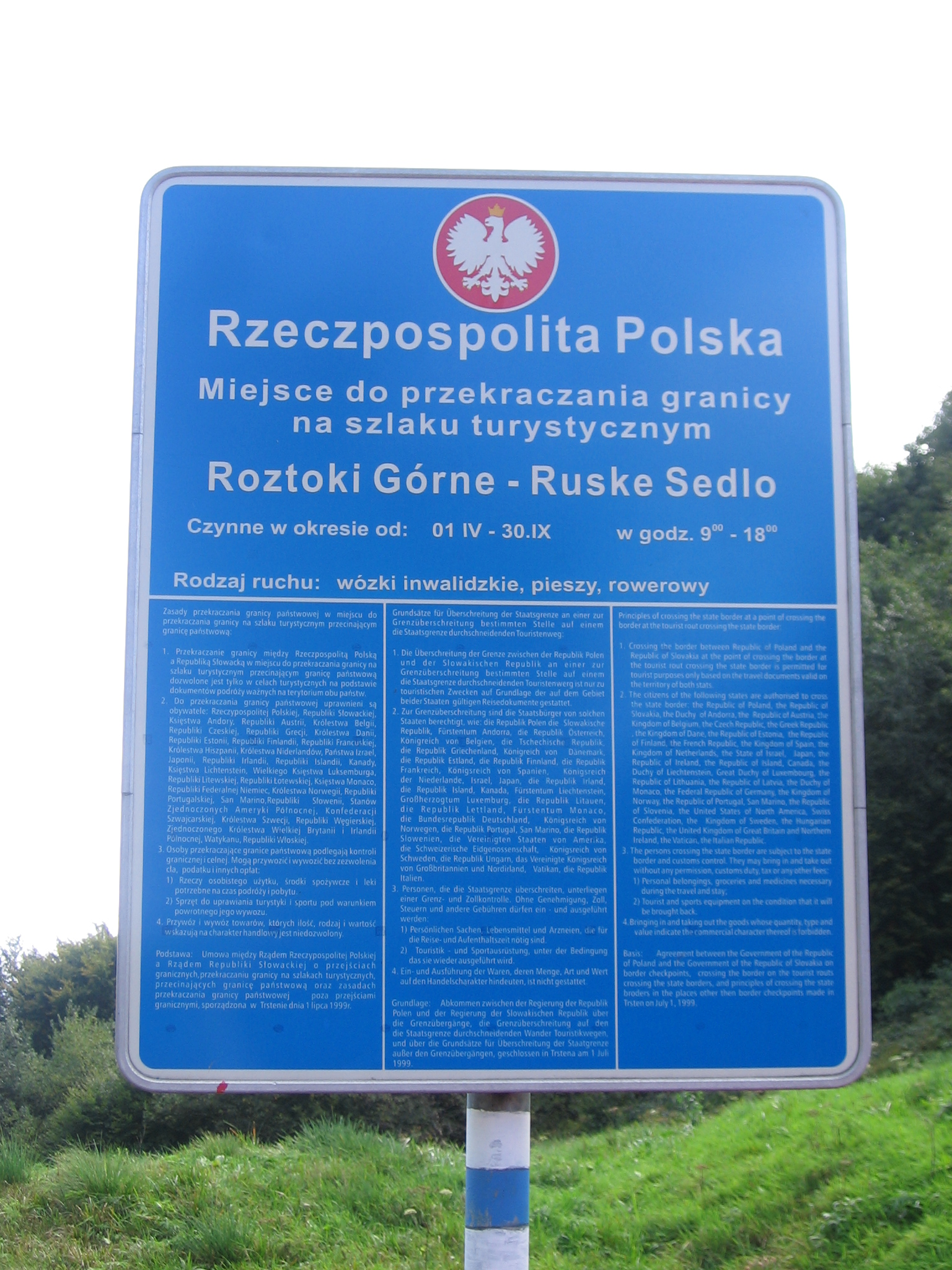
Tablica informacyjna (wrzesień 2006)
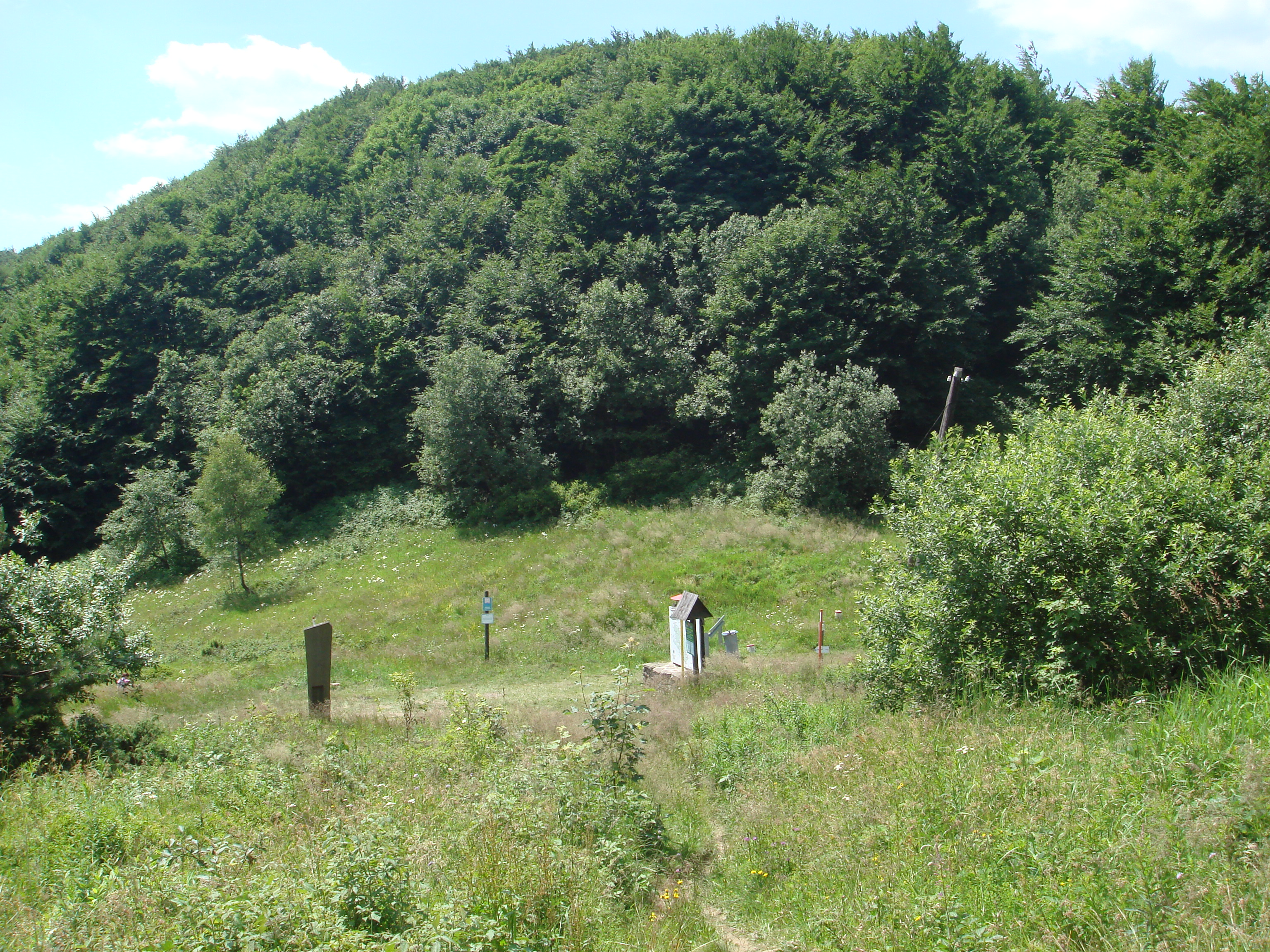
Widok z góry (lipiec 2008)
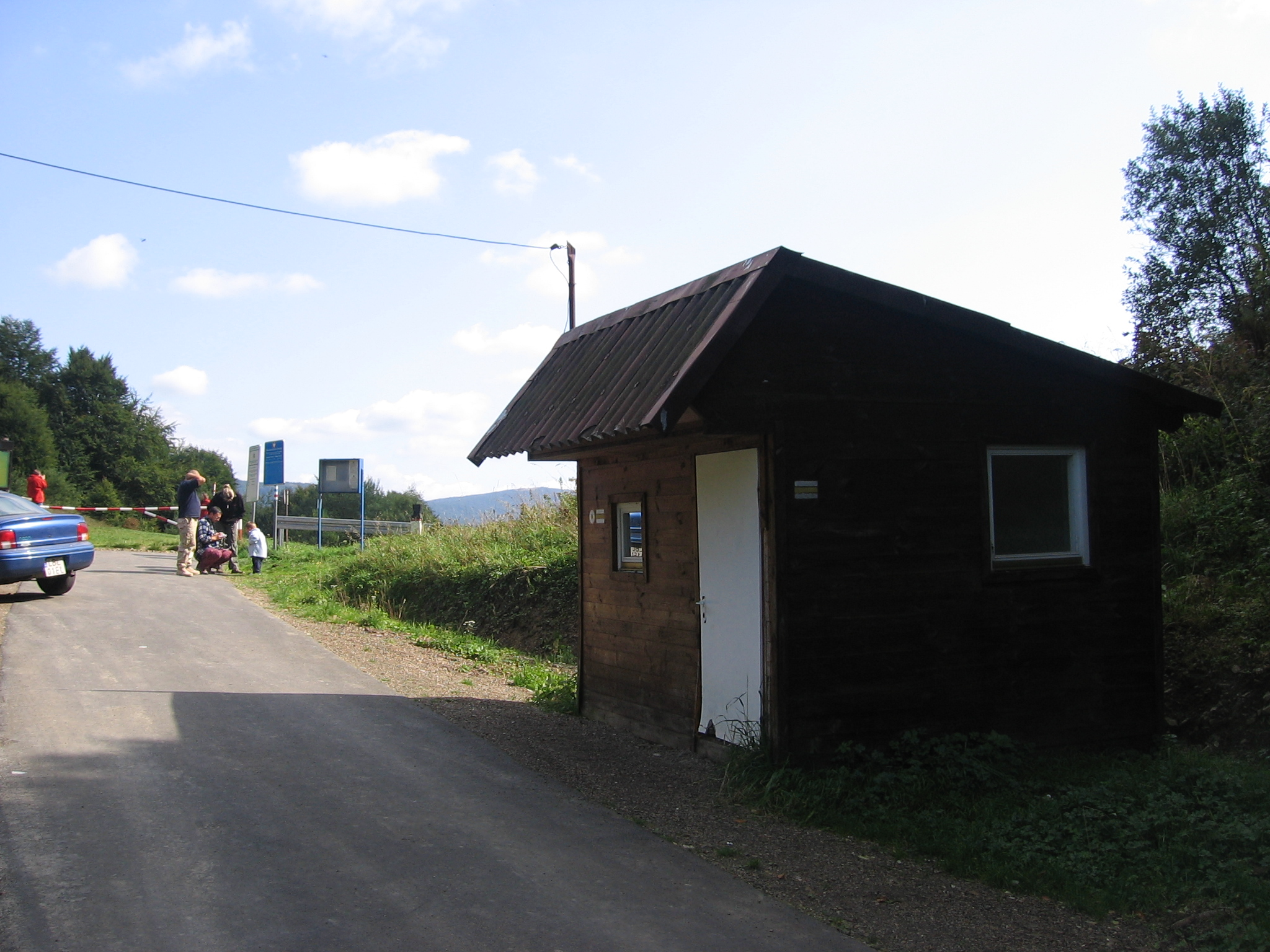
Widok od stony polskiej (wrzesień 2006)

Przejście graniczne Rostoki Górne-Rusky Zemplin
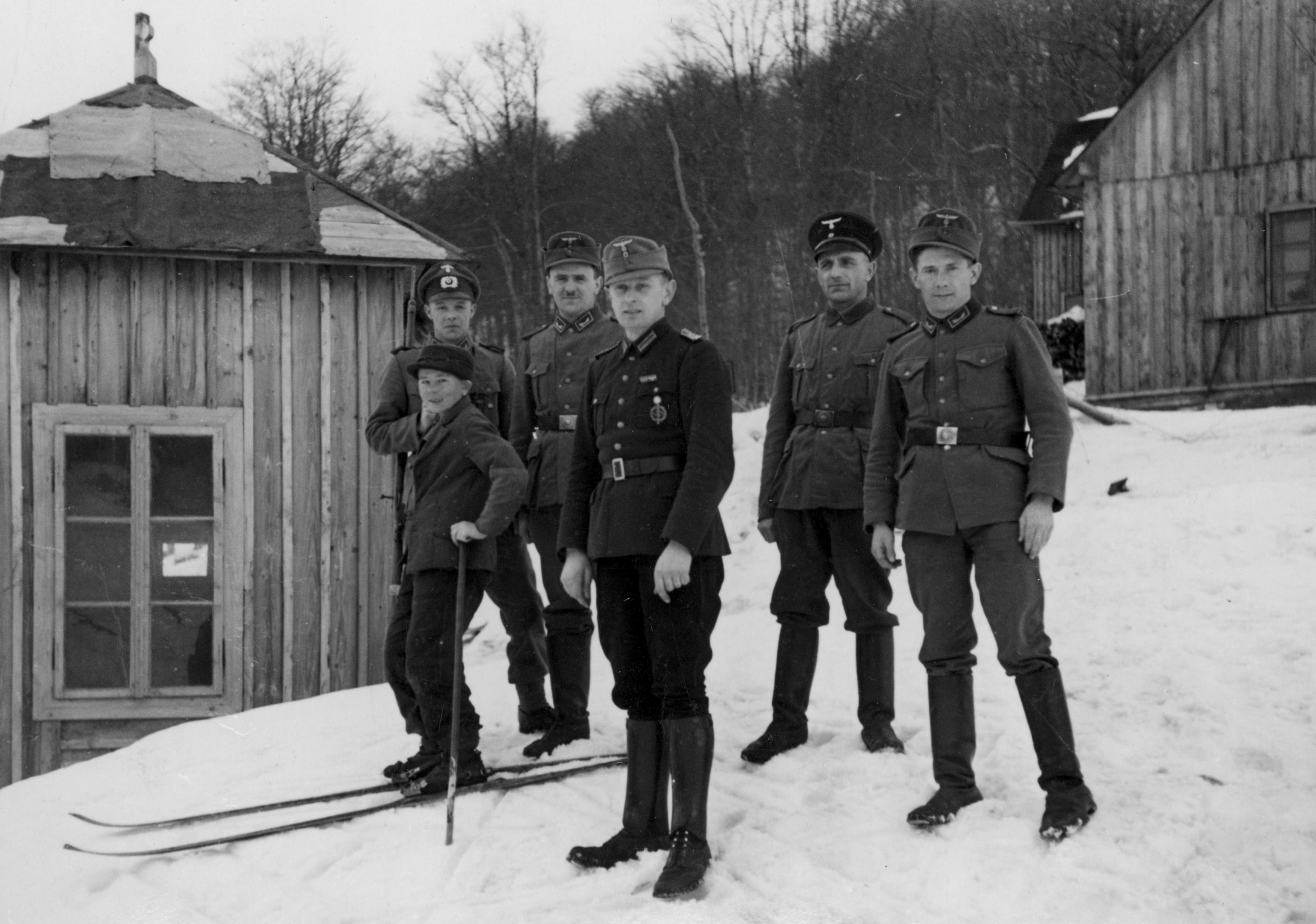
Żołnierze niemieccy i chłopiec na nartach – granica Generalnego Gubernatorstwa z Węgrami (1939–1945)
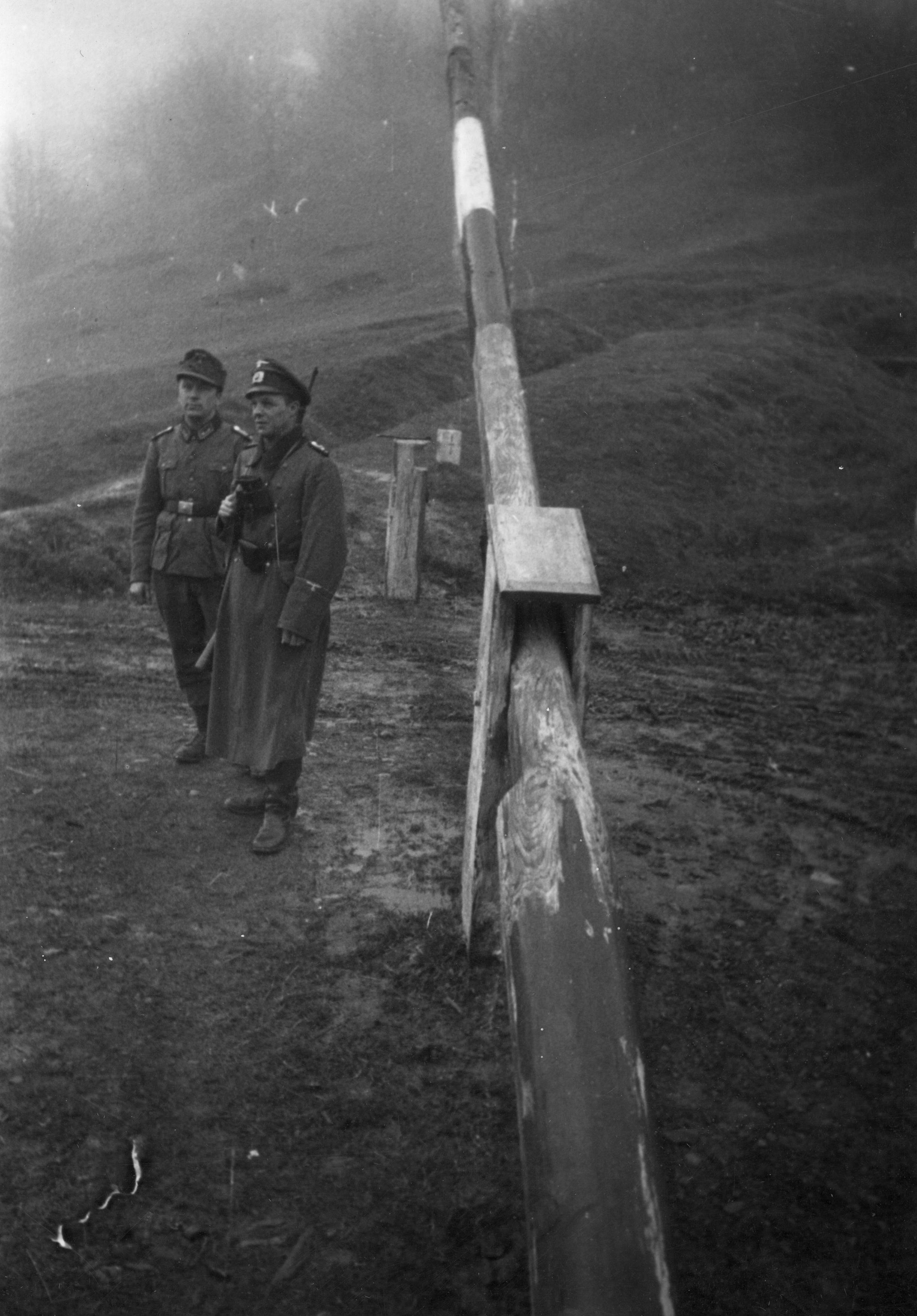
Szlaban graniczny na Przełęczy nad Roztokami i stojący przy szlabanie funkcjonariusze niemieckiej straży granicznej – granica Generalnego Gubernatorstwa z Węgrami (1941)
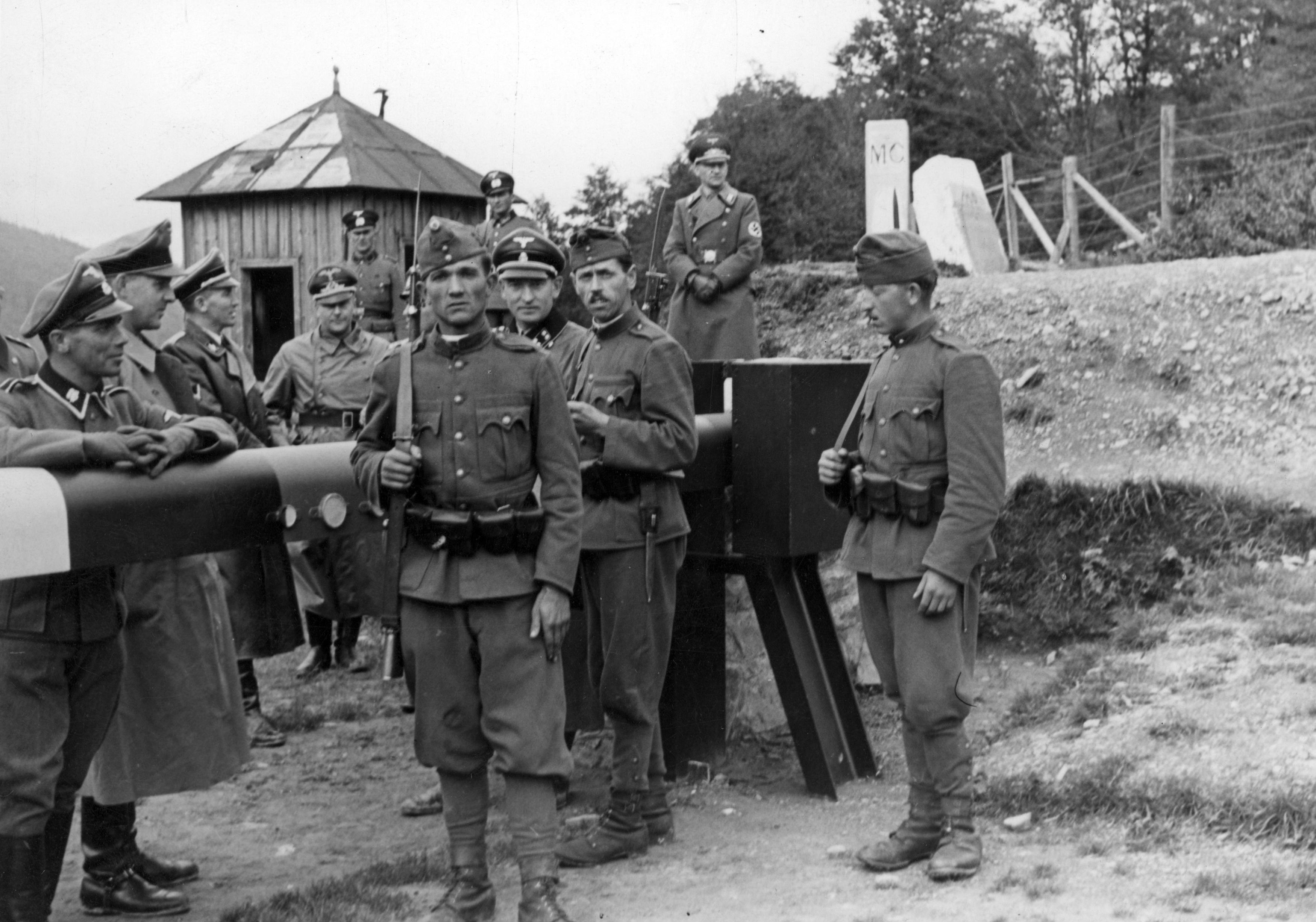
Stojący przy szlabanie żołnierze SS oraz żołnierze węgierscy – granica Generalnego Gubernatorstwa z Węgrami (1941)